# Руска академија наука
Руска академија наука (РАН; рус. Росси́йская акаде́мия нау́к, Rossíiskaya akadémiya naúk) састоји се од руске националне академије; мреже научних института из целе Руске Федерације и додатних научних и друштвених институција као што су библиотеке, издавачке куће и болнице.
Са седиштем у Москви, РАН се сматра цивилном, самоуправном, некомерцијалном организацијом чији је оснивач Влада Русије. Комбинује чланове РАН-а и научнике заполене у институцијама. У близини централне академије налази се споменик Јурију Гагарину на тргу који носи његово име.
Од новембра 2017. године, академија укључује 1008 институција и осталих установа, са укупно око 125 хиљада запослених од чега је 47 хиљада научних истраживача.

## Историја

### Руска академија наука у Руској Империји
Цар Петар Велики, којег је Готфрид Лајбниц инспирисао и саветовао, основао је Академију у Санкт Петербургу; декретом Сената 8. фебруара (28. јануара по јулијанском календару) 1724. године основана је установа.
Првобитно названа Санктпетербуршка академија наука (рус. Петербургская Академия наук), организација је променила неколико имена током свог постојања, поставши Царска академија наука и уметности (рус. Императорская Академия наук и художеств; 1747–1803), а на крају је понела назив Царска санктпетербуршка академија наука (рус. Императорская Санкт-Петербургская Академия Наук) 1836. године, који је носила до краја царства 1917. године.
Многи страни научници позвани су да раде на академији, укључујући математичаре Леонарда Ојлера, Андерса Јохана Лексела, Кристијана Голдбаха, Георга Бернхарда Билфингера, Николаса и Данијела Бернулија, ботаничара Јохана Георга Гмелина, ембриологичара Каспара Фридриха Волфа, астронома и географа Жозеф-Николу Делила, физичара Георга Волфганга Крафта, историчара Герхарда Фридриха Милера и енглеског краљевског астронома Невила Маскелина.
Експедиције за истраживање удаљених делова земље имале су научнике са Академије за своје вође или најактивније учеснике. Међу њима је била Друга камчатканска експедиција Витуса Беринга од 1733. до 1743. године, експедиције за посматрање транзита Венере 1769. године са осам локација у Руској Империји и експедиције Питера Симона Паласа у Сибир.
Посебна организација, названа Руска академија (рус. Академия Российская), настала је 1783. године како би радила на проучавању руског језика. Председник Руске академије била је Екатерина Дашкова (која је истовремено била и директор Царске академије наука и уметности, тј. „главне” академије у земљи), а Руска акадмеија била је ангажована за састављање шестотомног Академског речника руског језика (1789–1794). Руска академија је 1841. године припојена Царској санктпетербуршкој академији наука.

### Руска академија наука у СССР
Убрзо након Октобарске револуције, у децембру 1917. године, Сергеј Федорович Олденбург, водећи етнограф и политички активиста у Кадетској партији, састао се са Владимиром Лењином како би разговарали о будућности Академије. Сложили су се да ће се стручност Академије применити на решаање питања државне изградње, док ће заузврат совјетски режим дати Академији финансијску и политичку подршку.
Најважније активности Академије у двадесетим годинама прошлог века укључивале су истраживање велике курске магнетне аномалије, минерала на Кољском полуострву, а учешће у плану ГОЕЛРО било је усмерено на електрификацију читаве земље. У тим годинама, установљене су многе истраживачке институције, а број научника постао је четири пута већи него 1917. године. Совјетска влада је 1925. године признала Руску академију наука као „највишу универзитетску научну институцију” и преименовала је у Совјетску академију наука.
Седиште Академије се 1934. године из Лењинграда преселило у главни град — Москву.
Стаљинове године обележене су брзом индустријализацијом Совјетског Савеза за коју је учињено много истраживања, углавном у техничким областима. Ипак, с друге стране, у овим временима, многи научници су подвргнути репресији из идеолошких разлога.
У годинама Другог светског рата, Совјетска академија наука је дала велики допринос развоју модерних наоружања — тенкова (нова серија Т-34), авиона, демагнетизације бродова (за заштиту од морских мина) итд. — и стога је допринела победи Совјетског Савеза над нацистичком Немачком. Током и након рата, Академија је била укључена у совјетски пројект атомске бомбе; због свог успеха и других достигнућа у војним техникама, СССР је постао једна од суперсила у време Хладног рата.
Крајем четрдесетих година 20. века, Академија се састојала од осам одељења (Физичко-математичке науке, Хемијске науке, Геолошко-географске науке, Биолошке науке, Техничке науке, Историје и филозофије, Економије и права, Књижевности и језика); три комитета (један за координацију научног рада Академије република, један за научну и техничку пропаганду и један за уредништво и публикације), две комисије (за објављивање популарне научне литературе и за музеје и архиве), лабораторије за научну фотографију и кинематографију и одељења за штампу.
Совјетска академија наука помогла је да се успоставе националне Академије наука у свим совјетским републикама (са изузетком Руске СФСР), у многим случајевима делегирањем истакнутих научника да живе и раде у другим републикама. У случају Украјине. њена академија формирана је од стране локалних украјинских научника и пре него што су бољшевици окупирали Украјинску Народну Републику. Ове академије су биле:
| Република         | Локално име                            | Основана | Наследник                                      |
| ----------------- | -------------------------------------- | -------- | ---------------------------------------------- |
| Украјинска ССР    | Академія наук Української РСР          | 1918     | Национална академија наука Украјине            |
| Белоруска ССР     | Акадэмія Навукаў Беларускай ССР        | 1929     | Национална академија наука Белорусије          |
| Узбечка ССР       | Ўзбекистон ССР Фанлар академияси       | 1943     | Академија наука Узбекистана                    |
| Казашка ССР       | Қазақ ССР Ғылым Академиясы             | 1946     | Национална академија наука Републике Казахстан |
| Грузијска ССР     | საქართველოს სსრ მეცნიერებათა აკადემია  | 1941     | Грузијска академија наука                      |
| Азербејџанска ССР | Азәрбајҹан ССР Елмләр Академијасы      | 1945     | Национална академија наука Азербејџана         |
| Литванска ССР     | Lietuvos TSR Mokslų akademija          | 1941     | Литванска академија наука                      |
| Молдавска ССР     | Академия де Штиинце а РСС Молдовенешть | 1946     | Академија наука Молдавије                      |
| Летонска ССР      | Latvijas PSR Zinātņu akadēmija         | 1946     | Летонска академија наука                       |
| Киргиска ССР      | Кыргыз ССР Илимдер академиясы          | 1954     | Национална академија наука Киргиске Републике  |
| Таџичка ССР       | Академияи Фанҳои РСС Тоҷикистон        | 1953     | Академија наука Републике Таџикистан           |
| Јерменска ССР     | Հայկական ՍՍՀ գիտությունների ակադեմիա   | 1943     | Национална академија наука Јерменије           |
| Туркменска ССР    | Түркменистан ССР Ылымлар Академиясы    | 1951     | Академија наука Туркменистана                  |
| Естонска ССР      | Eesti NSV Teaduste Akadeemia           | 1946     | Естонска академија наука                       |

Међу најважнијим достигнућима Академије у другој половини 20. века, ту су совјетски свемирски програм. Први сателит лансиран је 1957. године, Јуриј Гагарин је 1961. године постао прва особа у свемиру, а 1971. године почела је са радом прва свемирска станица Саљут 1. Значајна открића направљена су и у нуклеарној грани и на осталим пољима физике. Поред тога, Академија је учествоваа у отварању нових универзитета или нових студијских програма на већ постојећим универзитетима, чији су најбољи апсолвенти каријеру започели у истраживачким институцијама Академије.
Генерално, совјетски период је био најплоднији у историји Руске (у ово доба Совјетске) академије наука и сада је се многи руски научници са носталгијом присећају.

### Академија након распада Совјетског Савеза
Након распада Совјетског Савеза, декретом председника Русије 2. децембра 1991. године, Академија је поново постала Руска академија наука, наследивши све објекте Академије наука Совјетског Савеза на територији Руске Федерације.
Криза деведесетих година прошлог века у постсовјетској Русији и последично драстично смањење државне подршке науци приморали су многе научнике да напусте Русију и оду у остале државе Европе, Израел или САД. Неки одлични дипломци универзитета који су могли постати обећавајући истраживачи такође су се пребацили на друге активности, углавном у трговини. Руска академија је практично изгубила генерацију људи рођених од средине шездесетих до средине седамдесетих година прошлог века; ова старосна категорија је сада недовољно заступљена у свим истраживачким институтима.
Ситуација се у руској науци и технологији 2000. године побољшала, како је влада најавила кампању модернизације. Ипак, према подацима Руске академије наука, укупна потрошња за истраживање и развој у 2013. години и даље се кретала око 40% испод нивоа из периода пре кризе након распада Совјетског Савеза. Осим тога, недостатак конкуренције, пропала инфраструктура и настављен, иако мало смањен, одлив мозгова играју своју улогу.

#### Реформе (2013—2018)
Влада Русије је 28. јуна 2013. године неочекивано објавила нацрт закона који претпоставља распуштање Руске академије наука и стварање нове „јавне владине” организације са истим именом. Зграде и друга имовина Академије требало је да буду преузете под контролом Федералне агенције за научне организације. Декларисана идеја је била да се научници концентришу искључиво на истраживачке активности без бриге о услугама одржавања станова или административних ствари. Реформу је наводно написао Михаил Коваљчук, брат Јурија Коваљчука, познатог као лични банкар Владимира Путина.
Нацрт закона, који би, у свом почетном облику, фундаментално променио систем научне организације у Русији, изазвао је сукобе са академским круговима и снажно оповргавање многих истакнутих појединаца. Велика група чланова Руске академије наука је сигнализирала совју намеру да се не придруже новој Академији ако се реформа проведе као што је планирано у нацрту. Водећи светски научници (као што су Пјер Делињ, Мајкл Атија, Дејвид Мамфорд и други) написали су отворена писма у којима се планирана реформа Руске академије наука назива „шокантном”, па чак и „криминалном”. У овој ситуацији, нацрт је био ублажен у неким детаљима, нпр. из текста су избачене речи о „распуштању” — и одобрено је 27. септембра 2013. године.
Од 2013. године, институцијама Академије управљала је Федерална агенција за научне организације, што је била кључна ставка ових реформи. Ова агенција је била овлашћена да „процени” ефикасност институција ослањајући се на своје сопствене критеријуме, као и да преуреди неефикасне институције (ову тачку су многи научници сматрали опасном). Штавише, према закону, две друге Руске националне академије — за пољопривреду и медицину — биле су спојене са Руском академијом наука као њена нова специјализована научна одељења.
Између 2014. и 2017. године није било великих протестних акција, али, генерално, научна заједница није подржала започете реформе и стил управљања Федералне агенције за научне организације. Понекад су се реорганизације тумачиле као ништа друго до редистрибуција некретнина. У 2017. години, када је изабран нови председник Академије, кандидати за председништво критички су проценили ситуацију у руској науци. Међутим, изабрани председник Академије, Александар Сергејев, покушава да успостави радне односе са државним органима на различитим нивоима. Де факто, реформа је већ спроведена — а на генералном састанку Руске академије наука у марту 2018. године, Сергејев је рекао да Академија улази сада у постреформски период. Један од наредних корака биће фиксирање правног статуса Руске академије наука, уз корекцију закона из 2013. године, како би се донекле проширило овлашћење Академије (одговарајући нацрт је Владимир Путин доставио Државној думи и коначно је одобрен у јулу 2018. године).
У мају 2018. године одлучено је да се Федерална агенција за научне организације пошаље у стечај као независна владина агенција, али да надаље буде део Министарства за науку и високо образовање. Министарство за науку и високо образовање настало је раздвајањем Министарства образовања и науке.

## Чланство
Постоје три врсте чланства у Руској академији наука: пуноправни чланови (академици), дописни чланови и инострани чланови. Академици и дописници морају бити држављани Руске Федерације када се бирају. Међутим, неки академици и дописници изабрани су пре распада Совјетског Савеза, а сада су држављани других земаља. Чланови РАН-а бирају се на основу њихових научних доприноса — избор за чланство сматра се веома престижним. У периоду од 2005. до 2012. године Руска академија наука имала је око 500 пуноправних и 700 дописних чланова. Али се 2013. године, након што су се Руска академија пољопривредних наука и Руска академија медицинских наука припојиле РАН-у, број чланова доста повећао.
Последњи избори за обновљену Руску академију наука организовани су у мају 2025. године. Почетком jуна 2025. године, Академија је имала 1999 живих руских чланова (865 пуноправних и 1134 дописна члана) и ~450 страних чланова.
Од 2015. године, Академија додељује, на такмичарској основи, почасни научни звање професора Руске академије наука врхунским истраживачима са руским држављанством. Сада постоји 713 научника са овим звањем. Професор РАН-а није тип чланства али се његови носиоци сматрају могућим кандидатима за чланство; до сада је 219 професора изабрано од стране чланова РАН-а, а сада имају двоструку титулу "професор РАН, допсини члан РАН-а" (188 људи) или "професор РАН, академик РАН" (31 особе).

## Тренутна структура
Руска академија наука састоји се од 13 специјализованих научних одељења, четири територијална одељења и 15 регионалних научних центара. Академија има бројне савете, одборе и комисије, организоване за различите сврхе.

### Територијална одељења
Сибирско одељење Руске академије наука (СО РАН)
Сибирско одељење основано је 1957. године, а Михаил Лаврентјев био је оснивајући председник. Истраживачки центри су у Новосибирску (Академгородок), Томску, Краснојарску, Иркутску, Јакутску, Улан Удеу, Кемерову, Тјумењу и Омску. Од краја 2017. године, у СО РАН-у било је запослено више од 12.500 научних истраживача, од чега су 211 запослених били чланови Академије (109 пуноправних и 102 дописна члана).
Уралско одељење Руске академије наука (РО РАН)
Уралско одељење основано је 1932. године, а оснивајући председник био је Александр Ферсман. Истраживачки центри се налазе у Јекатеринбургу, Перму, Чељабинску, Ижевску, Оренбургу, Уфи и Сиктивкару. Од 2016. године, 112 научника били су чланови Академије (41 пуноправни и 71 дописни члан).
Санкт петербургско одељење Руске академије наука (СПбО РАН)
Санкт петербургско одељење основано је 2023. године, од 2025. године, 183 научника били су чланови Академије (74 пуноправни и 109 дописни члан).
Далекоисточно одељење Руске академије наука (ДВО РАН)
Далекоисточно одељење Руске академије наука (ДВО РАН; рус. Дальневосточное отделение Российской академии наук) обухвата Приморски научни центар у Владивостоку, Амурски научни центар у Благовјешченску, Хабаровски научни центар, Сакхалински научни центар у Јужно-Сахалинску, Камчаткански научни центар у Петропавловску Камчатском, Северноисточни научни центар у Магадану, Далекоисточни регионални пољопривредни центар у Усуријску и неколико медицинских институција. Од 2017. године, 64 члана Академије радило је у овом одељењу (23 пуноправна и 41 дописни члан).

### Регионални центри
- Казањски научни центар
- Пушчински научни центар
- Самарски научни центар
- Саратовски научни центар
- Владикавкаски научни центар РАН-а и Владе Републике Аланија — Северна Осетија
- Дагестански научни центар
- Кабардино-Балкарски научни центар
- Карелски научни центар РАН-а
- Колски научни центар
- Нижњоновгородски центар
- Черноголовски центар за научна истраживања
- Санктпетербуршки научни центар
- Уфски научни центар
- Јужни научни центар
- Троицки научни центар

## Награде
Академија додељује велики број различитих награда и медаља, од којих су неке:
- Ломоносовљева Златна медаља
- Ландауова златна медаља
- Курчатова медаља
- Демидовска награда
- Лобачевскијева награда
- Пушкинова награда
- Лебедеова награда
- Марковљева награда
- Богољубова награда

## Нобеловци повезани са Академијом
- Иван Петрович Павлов, медицина, 1904
- Иља Илич Мечников, медицина 1908
- Иван Алексејевич Буњин, књижевност, 1933
- Игор Јевгењевич Там, физика, 1958
- Иља Михајлович Франк, физика, 1958
- Павел Алексејевич Черенков, физика, 1958
- Лав Давидович Ландау, физика, 1962
- Николај Генадијевич Басов, физика, 1964
- Александар Михаилович Прохоров, физика, 1964
- Михаил Александрович Шолохов, књижевност, 1965
- Александар Исаевич Солжењицин, књижевност, 1970
- Леонид Виталијевич Канторович, економија, 1975
- Андреј Дмитријевич Сахаров, мир, 1975
- Пјотр Леонидович Капица, физика, 1978
- Жорес Иванович Алферов, физика, 2000
- Алексеј Алексејевич Абрикосов, физика, 2003
- Виталиј Лазаревич Гинзбург, физика, 2003
- Андреј Гејм, физика, 2010